# Паиде
Паиде (ест. Paide) је град у Естонији. Он се налази у средишњем делу земље, на половини пута између два најважнија града у земљи, Талина и Тартуа. Паиде је највећи град и управно средиште округа Јарва.
Паиде се простире се на 10,36 km² и према попису из 2004. године у њему је живело 9.642 становника.